# 翅荚决明
翅荚决明为豆科决明属下的一个种。种加词指的是荚果两侧有翅。

## 圖示

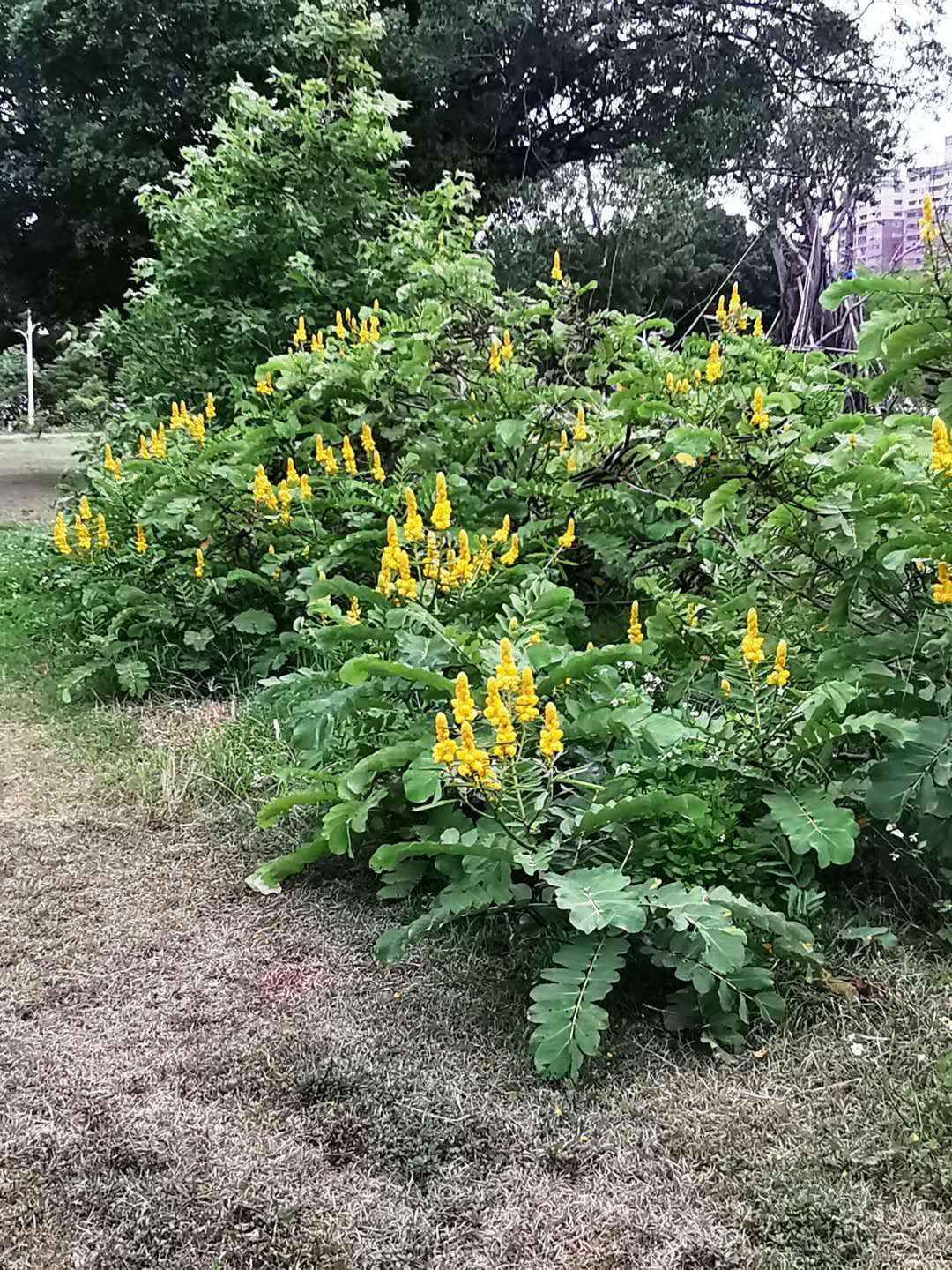
植株
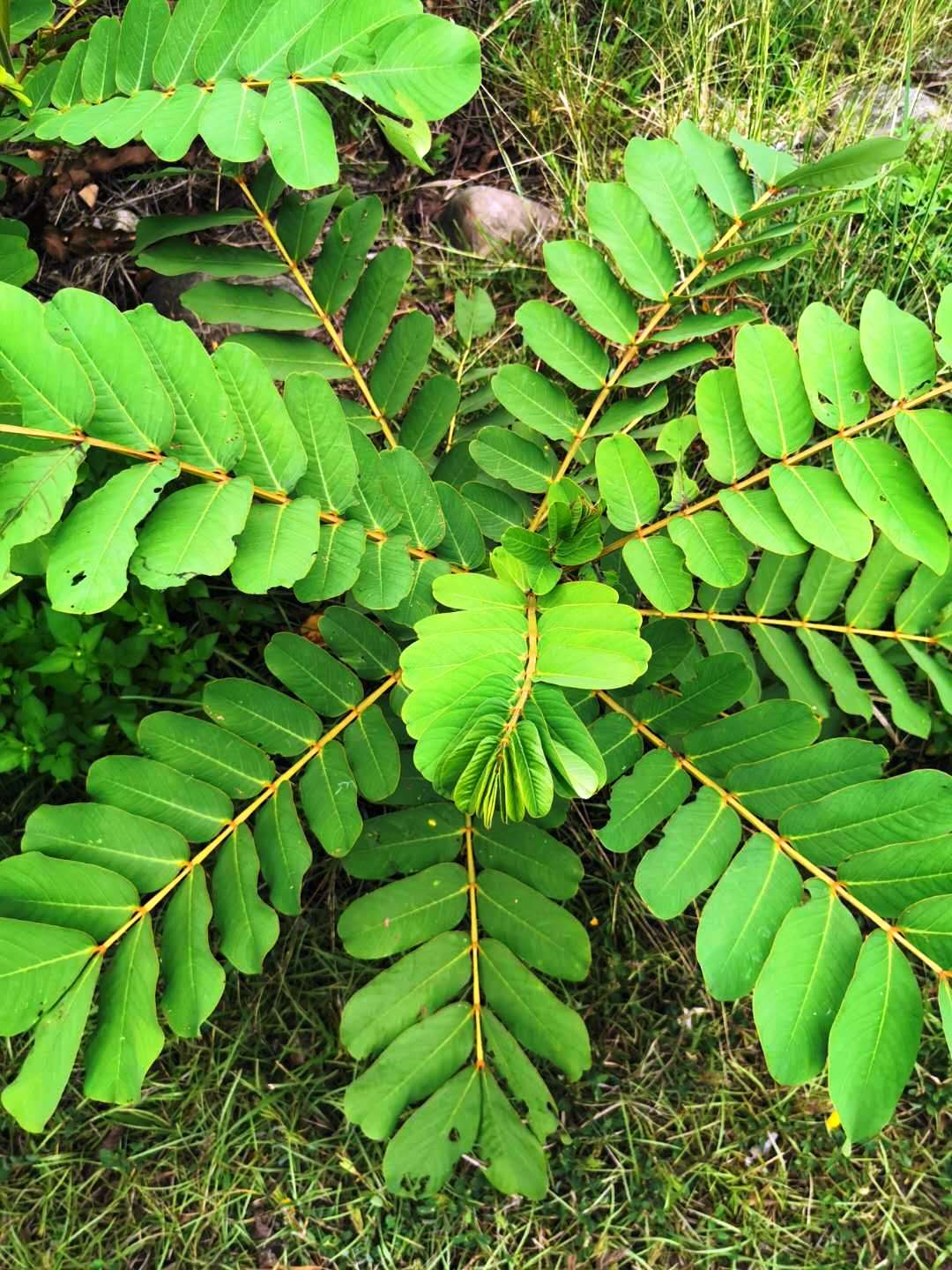
幼株
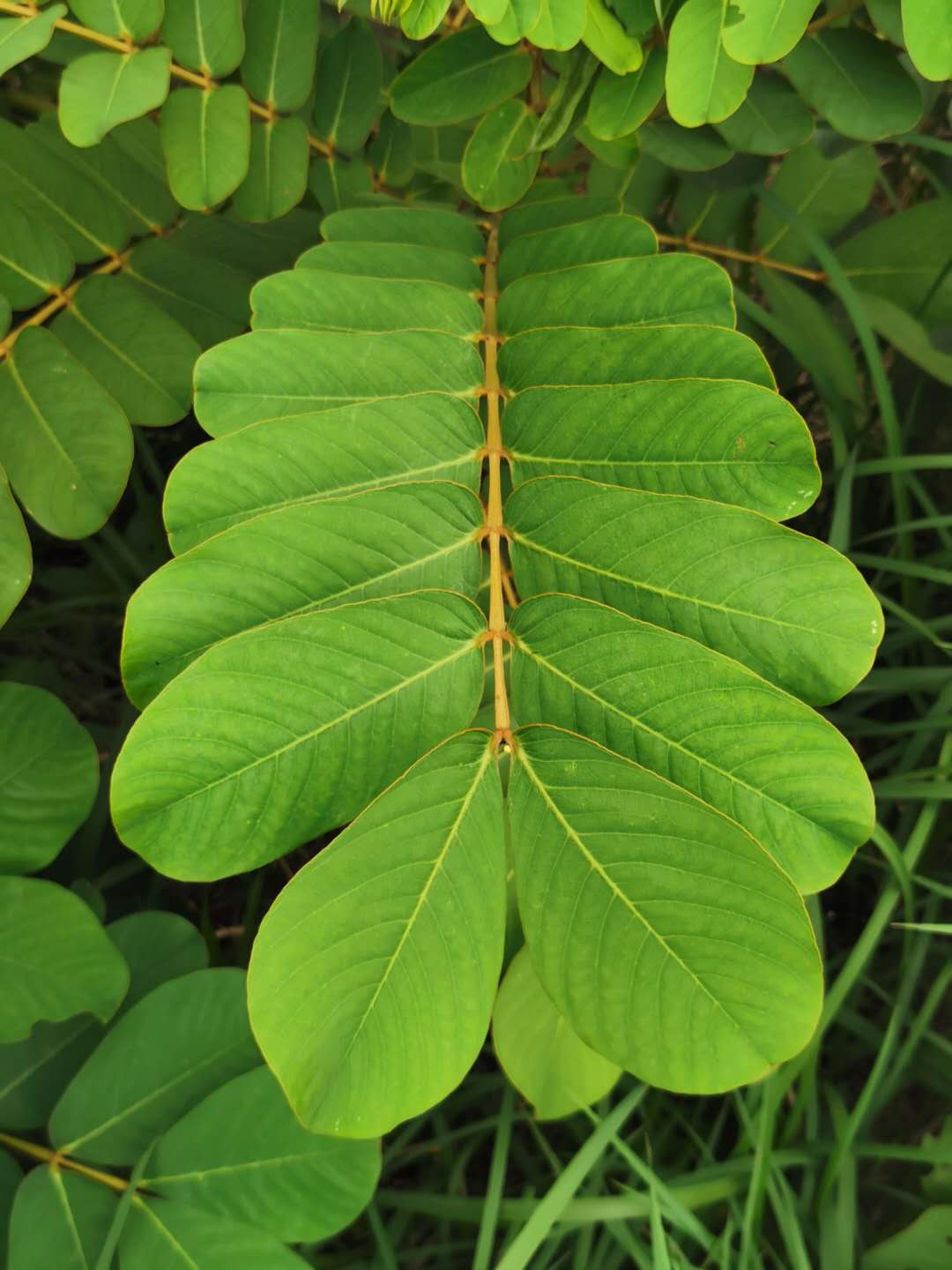
葉序
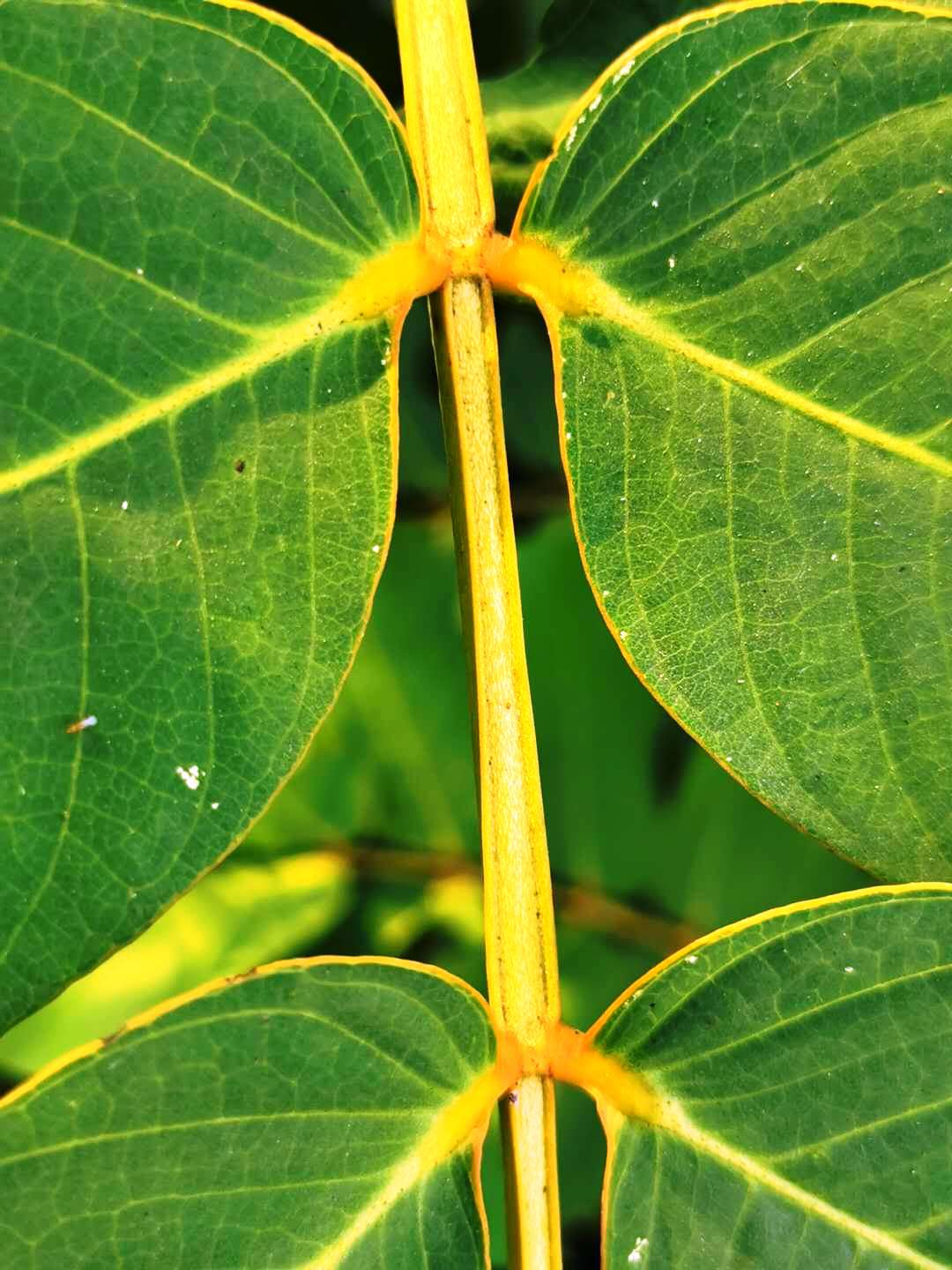
葉柄短，葉軸正面槽狀，反面圓滑
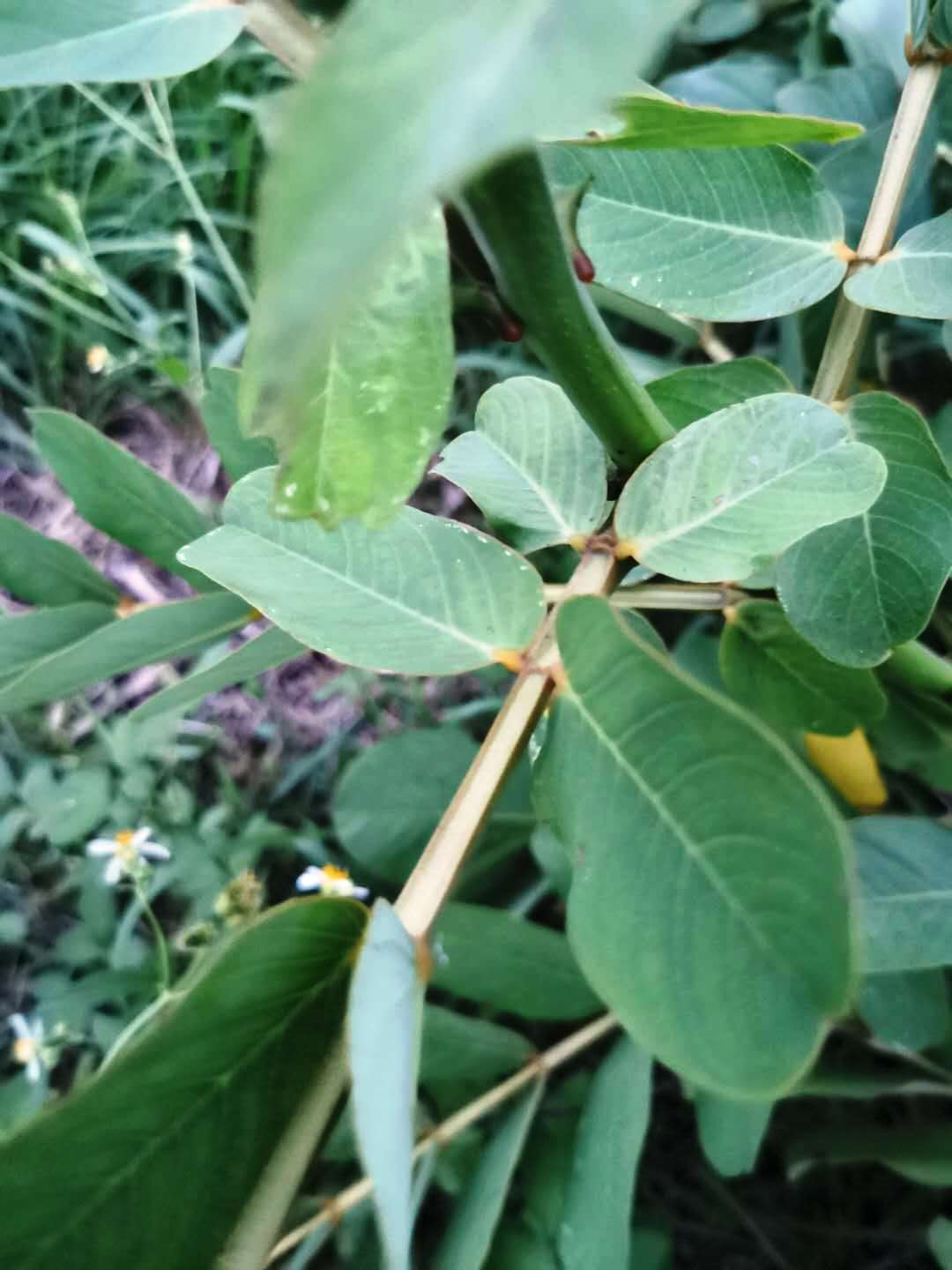
葉軸基部一至二對葉片與其它葉片有顯著距離
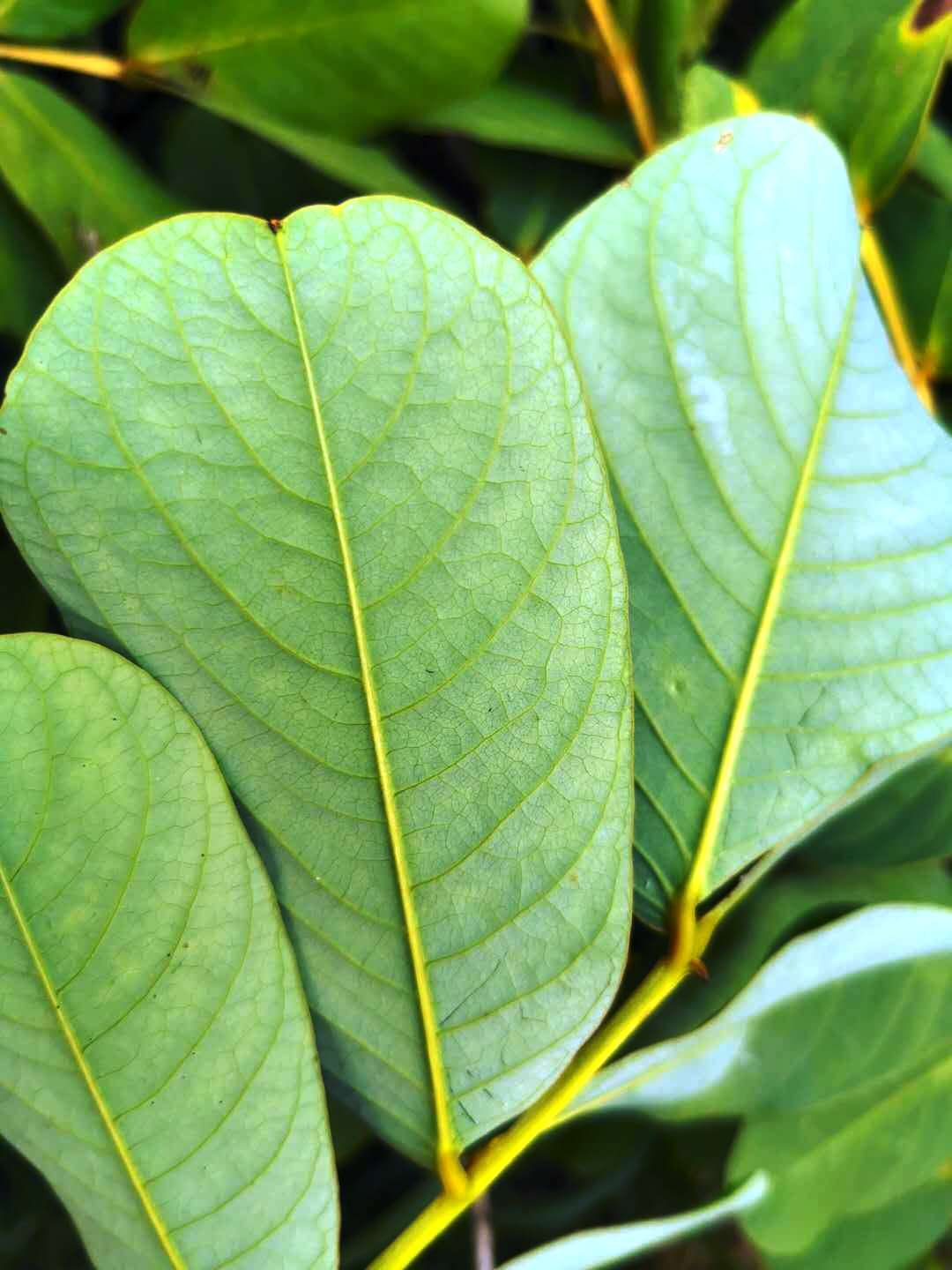
葉背淺粉綠帶淺灰藍光
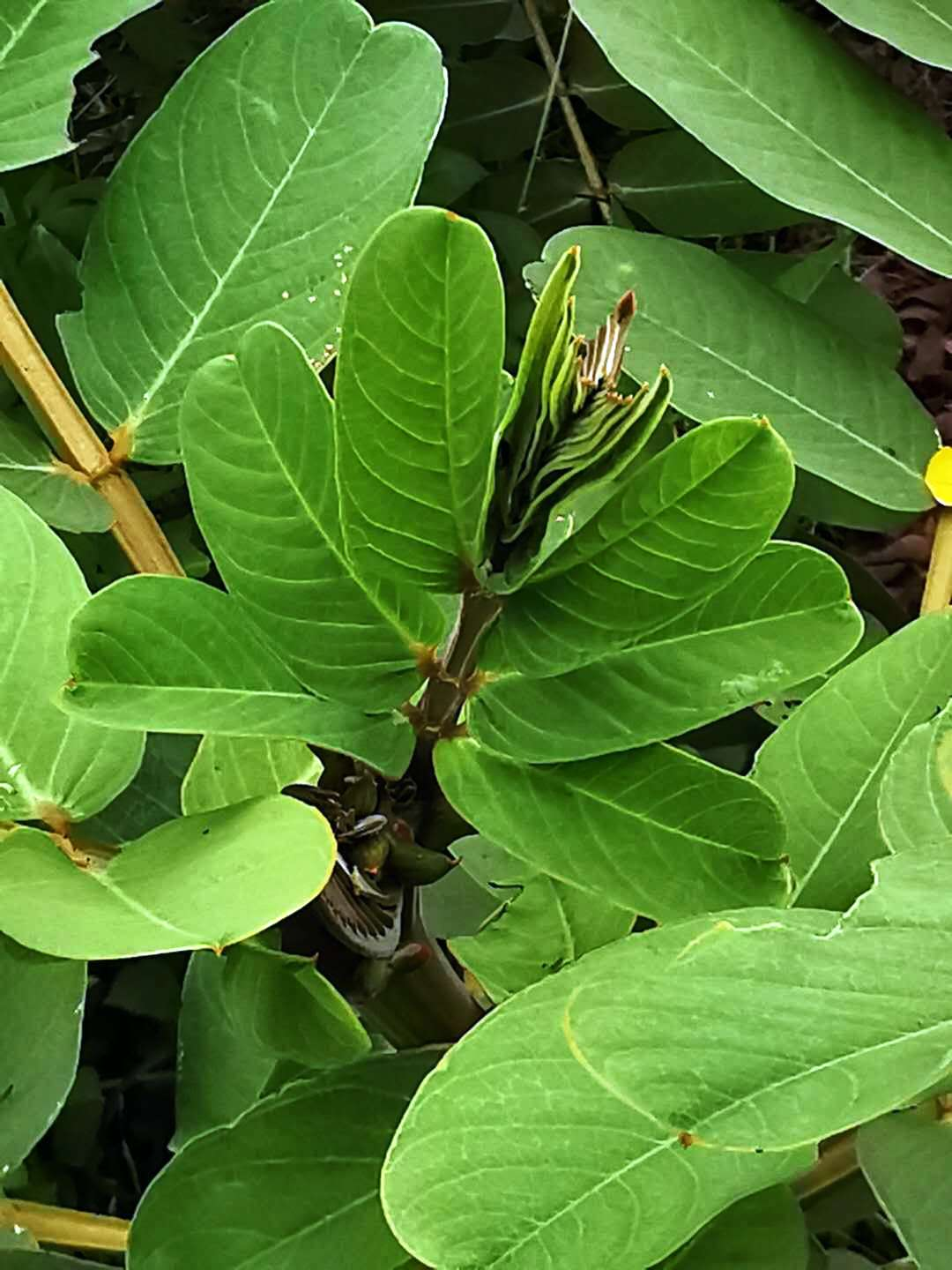
新枝葉
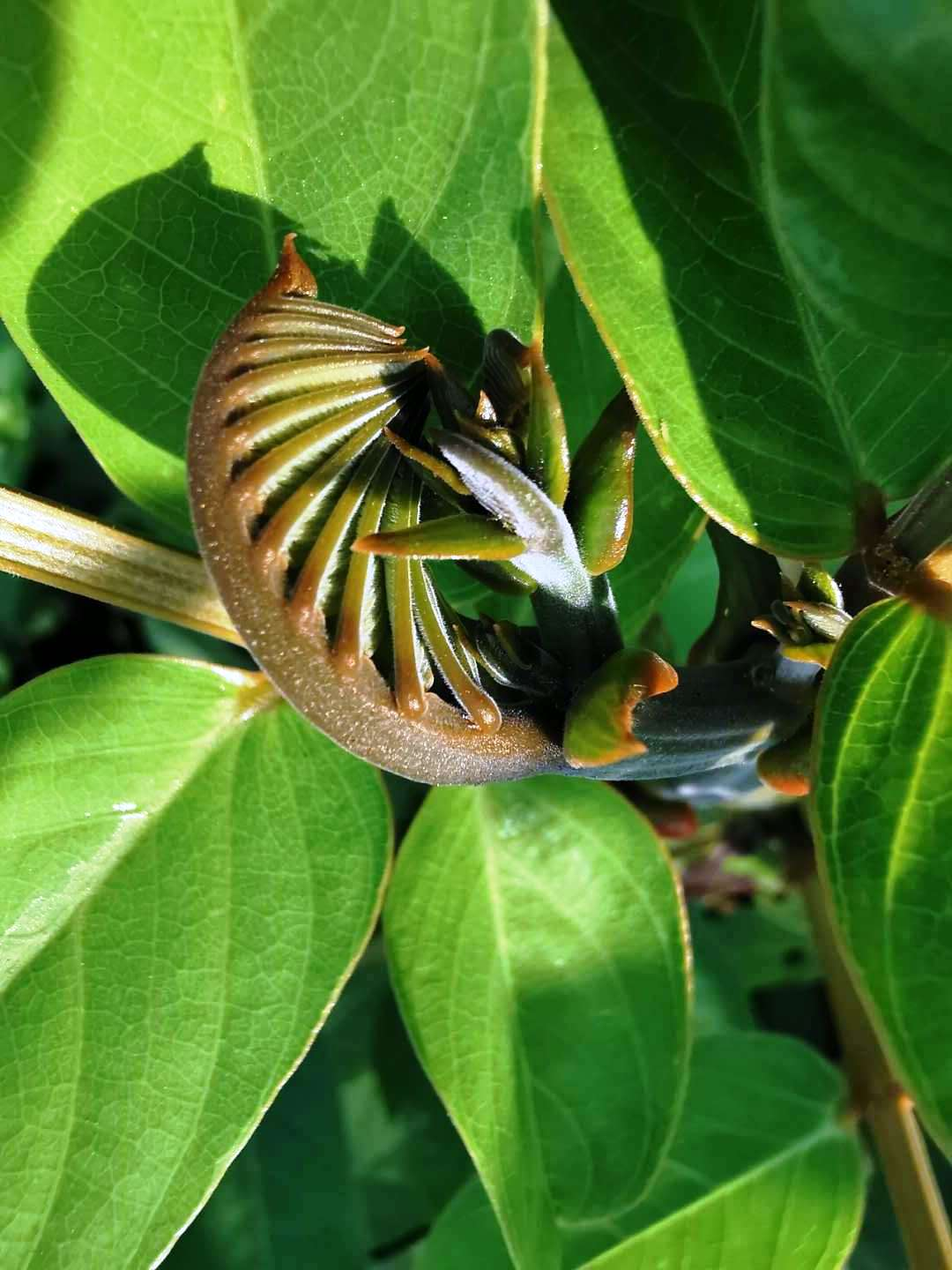
新芽
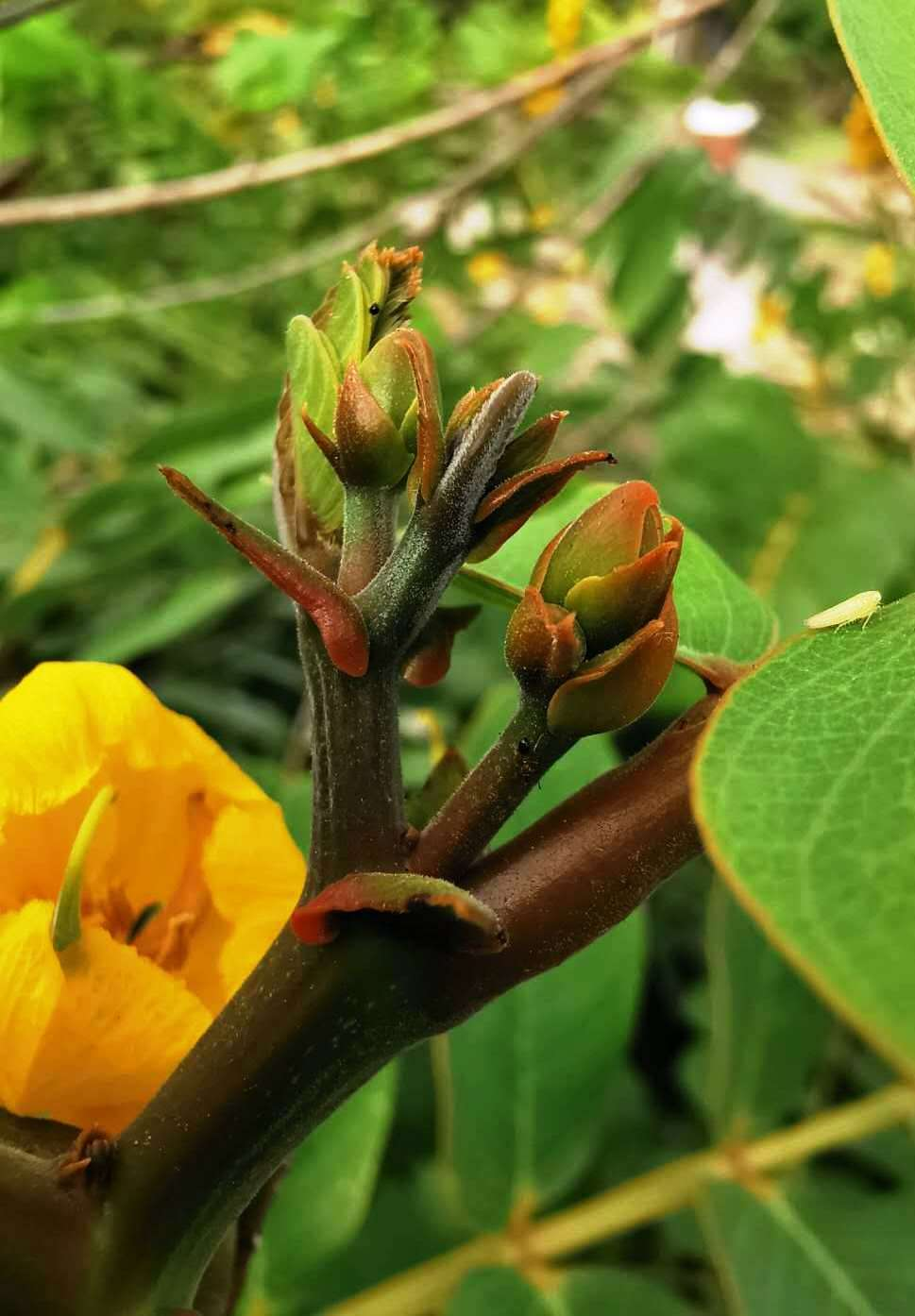
新芽
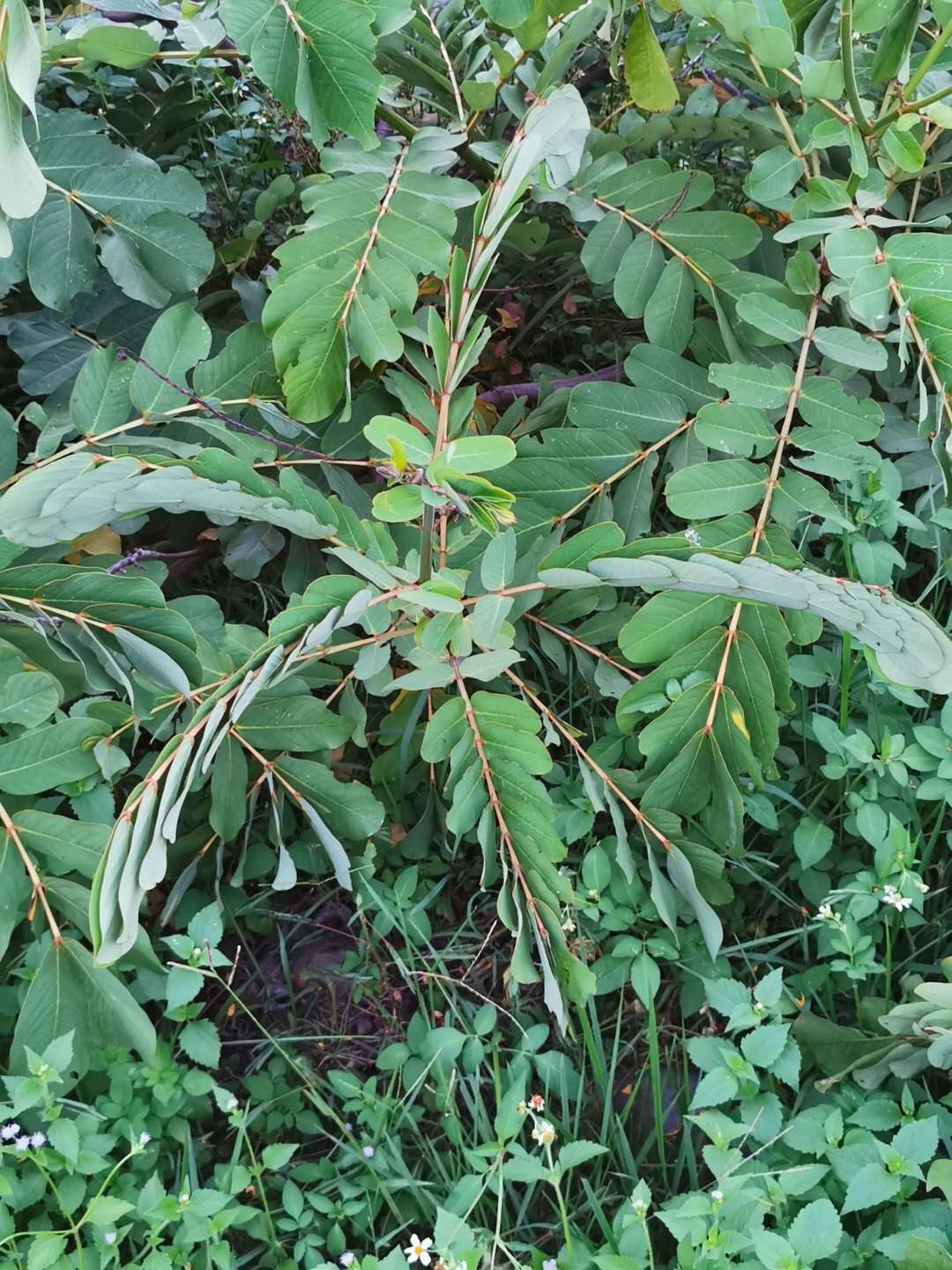
日落時對生葉開始合併
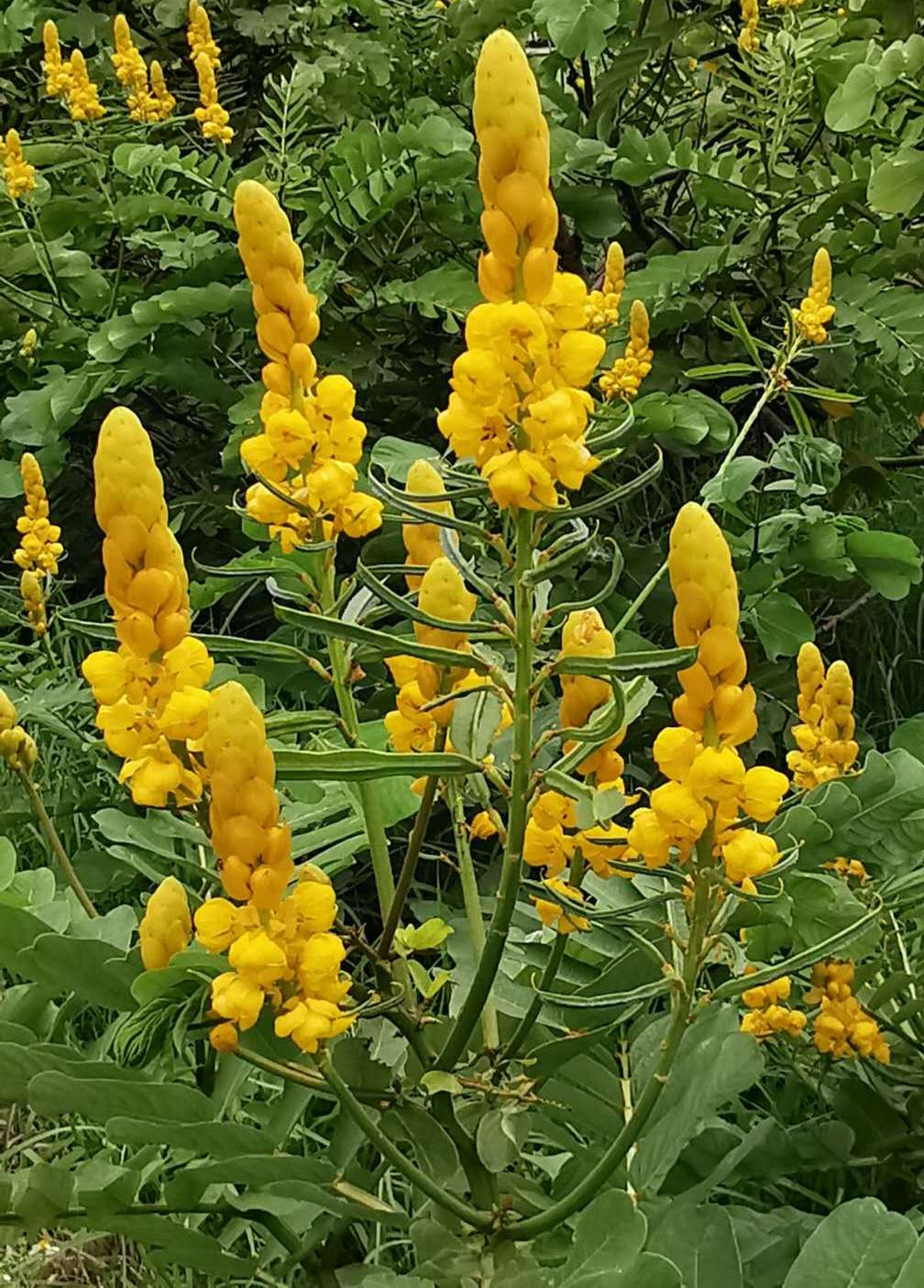
花序
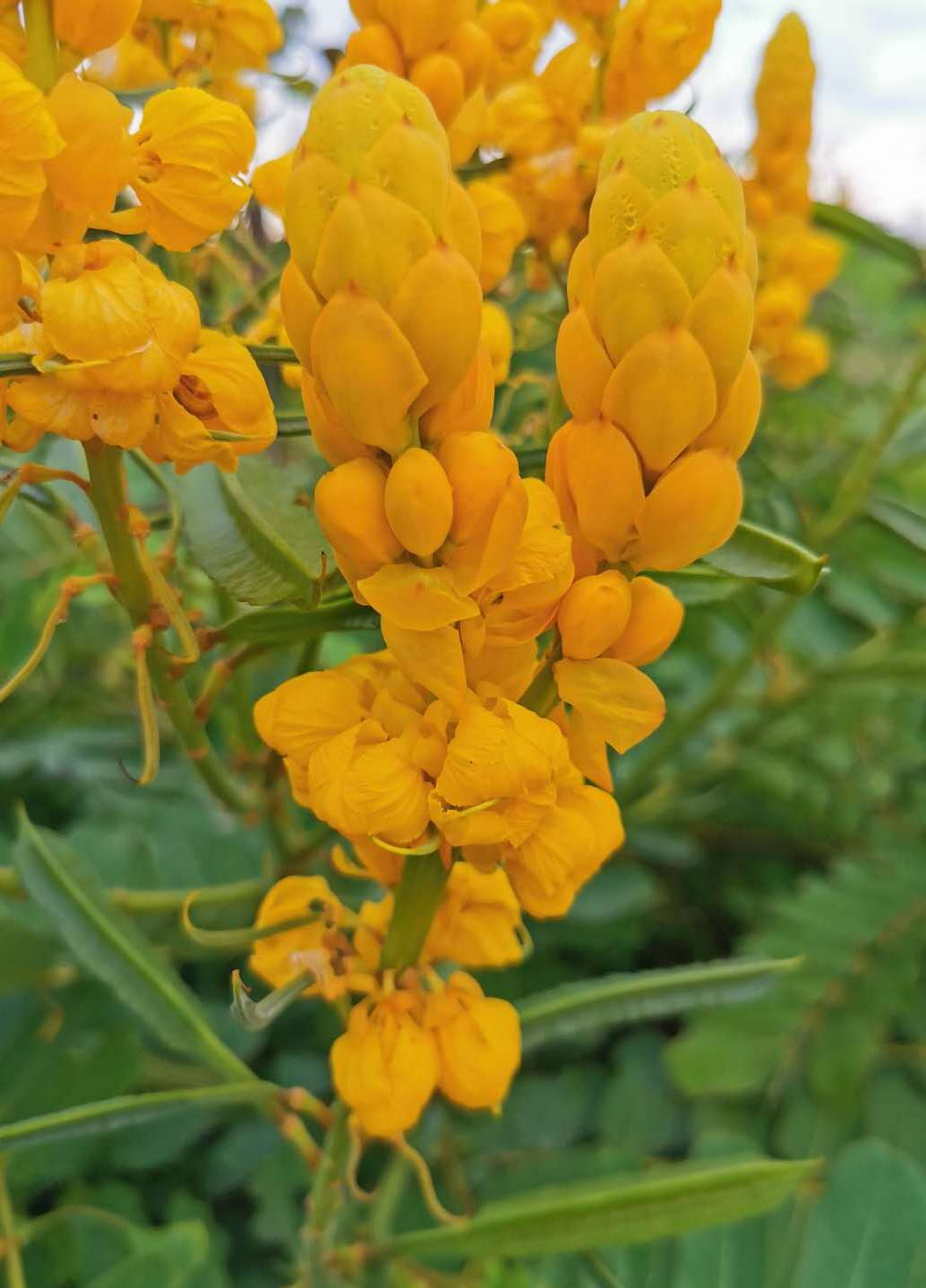
特別的雙頂生花序
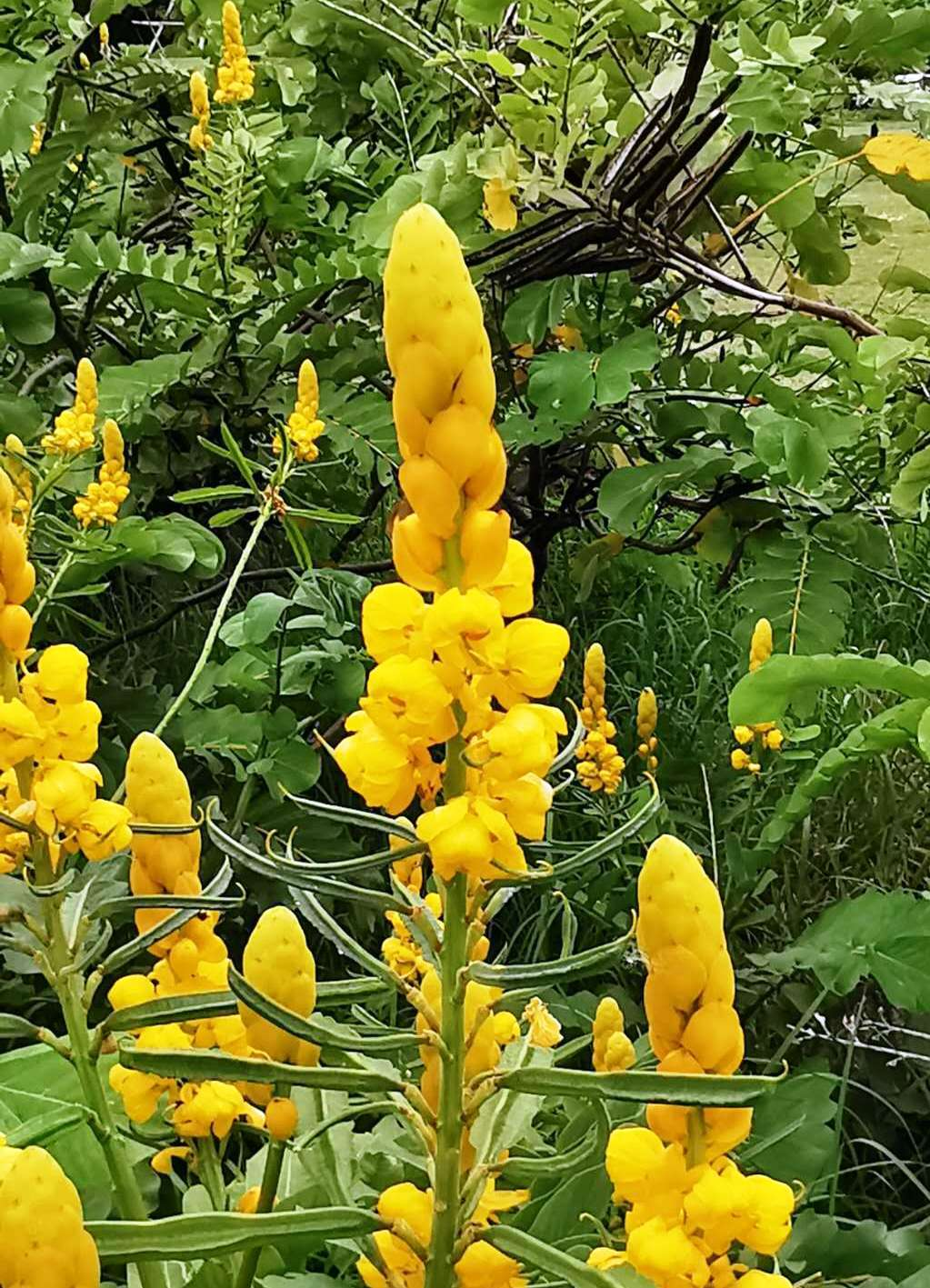
花果同梗
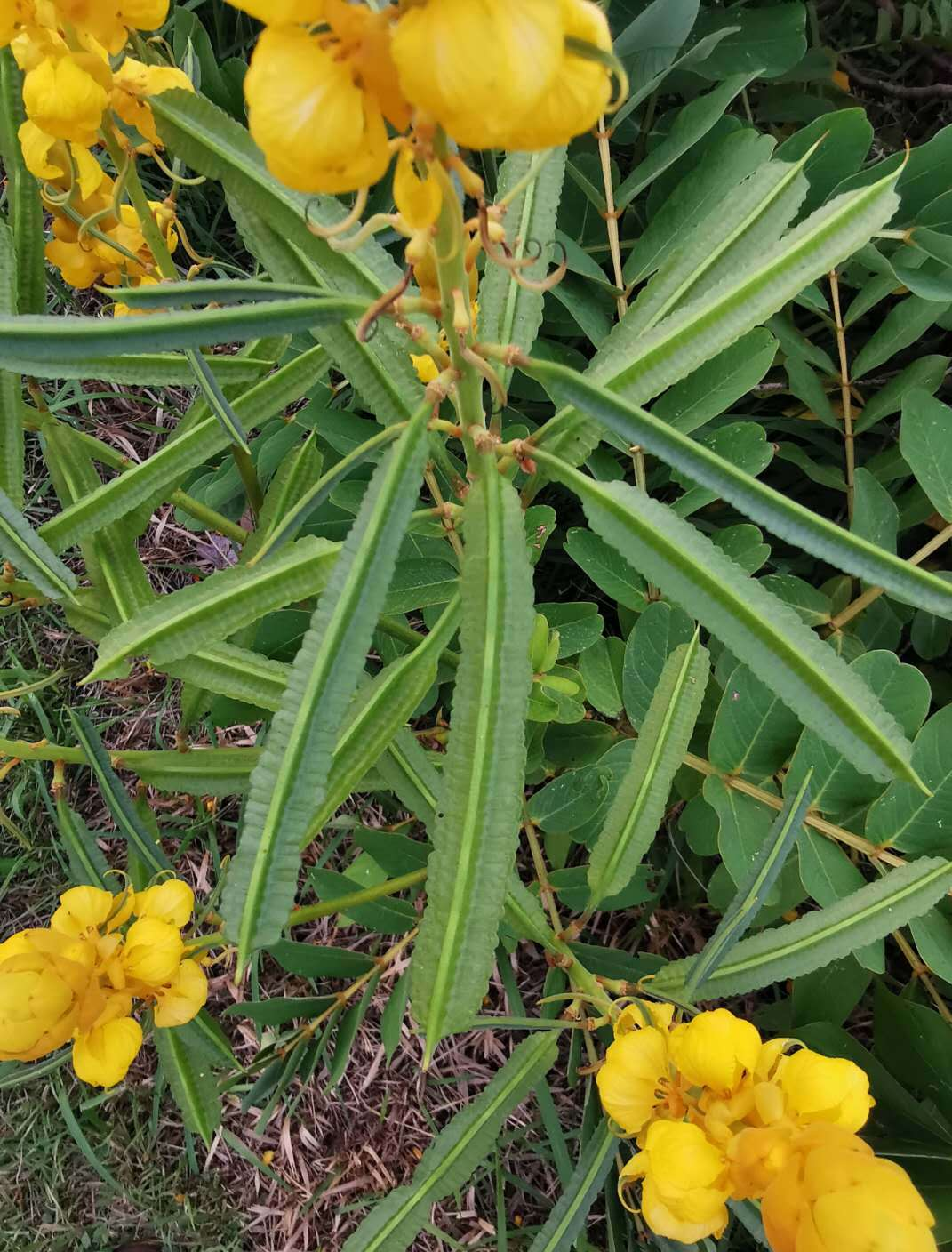
翅莢
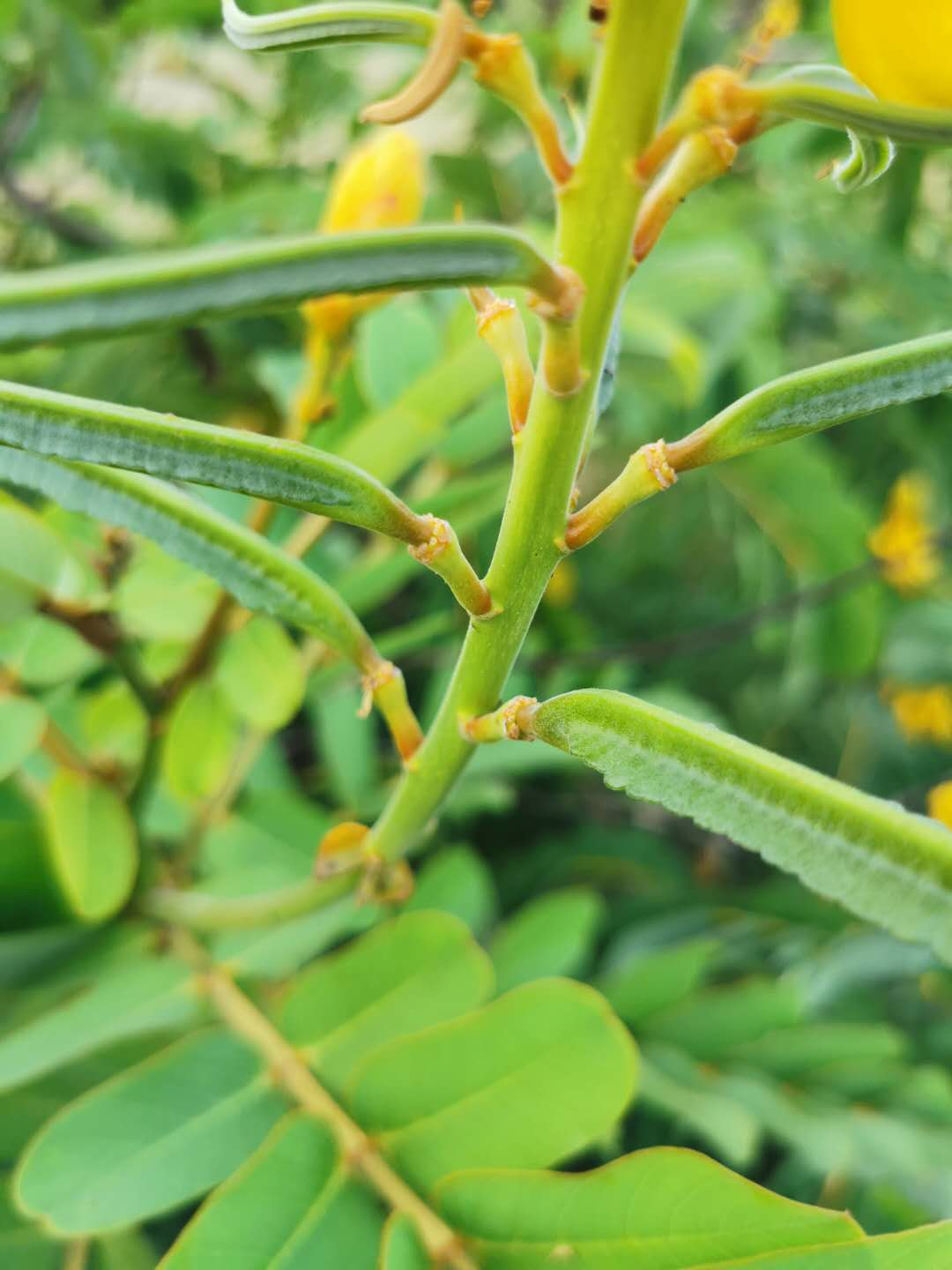
花柄上果莢
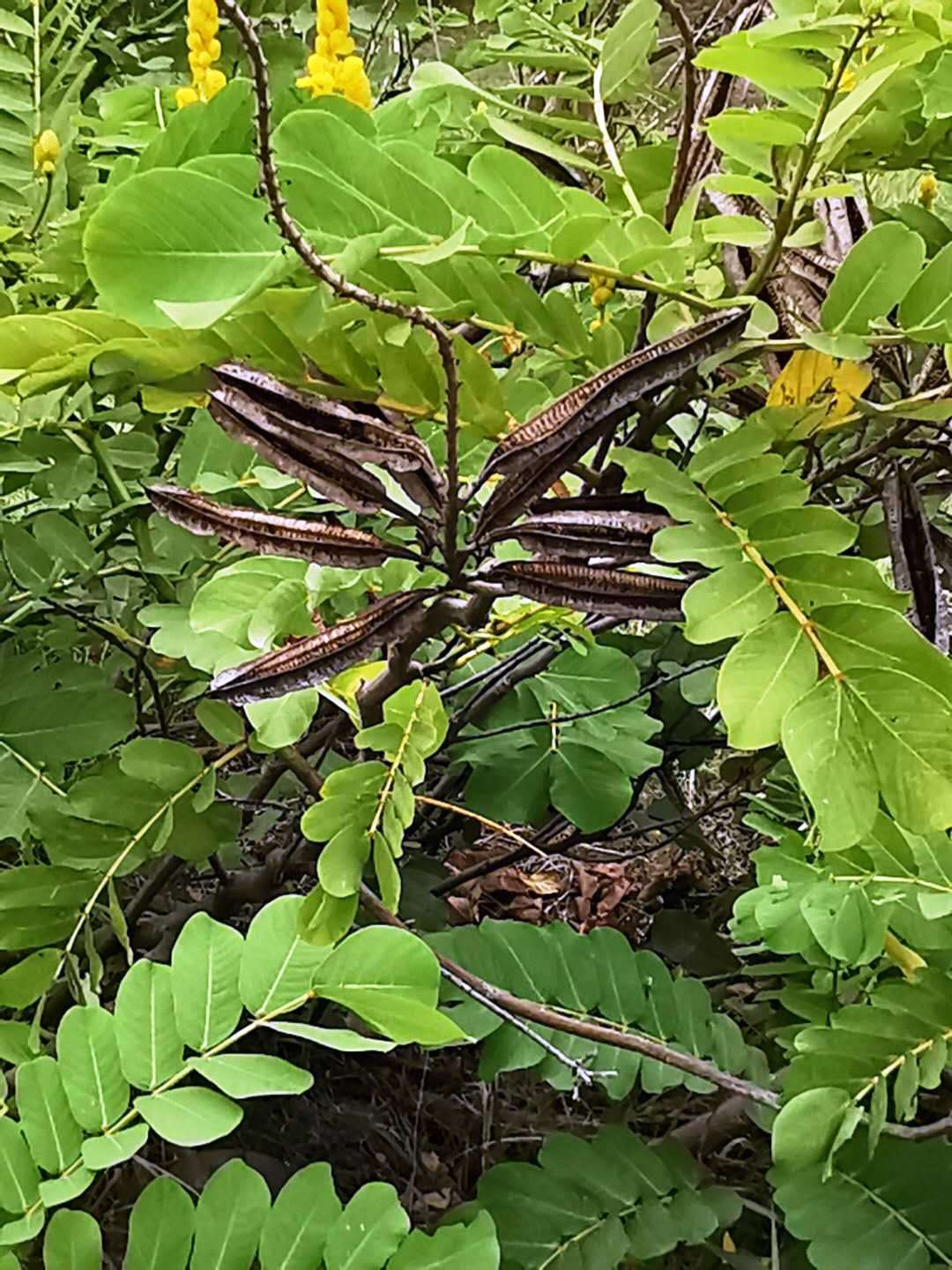
果莢